# Vase Borghèse

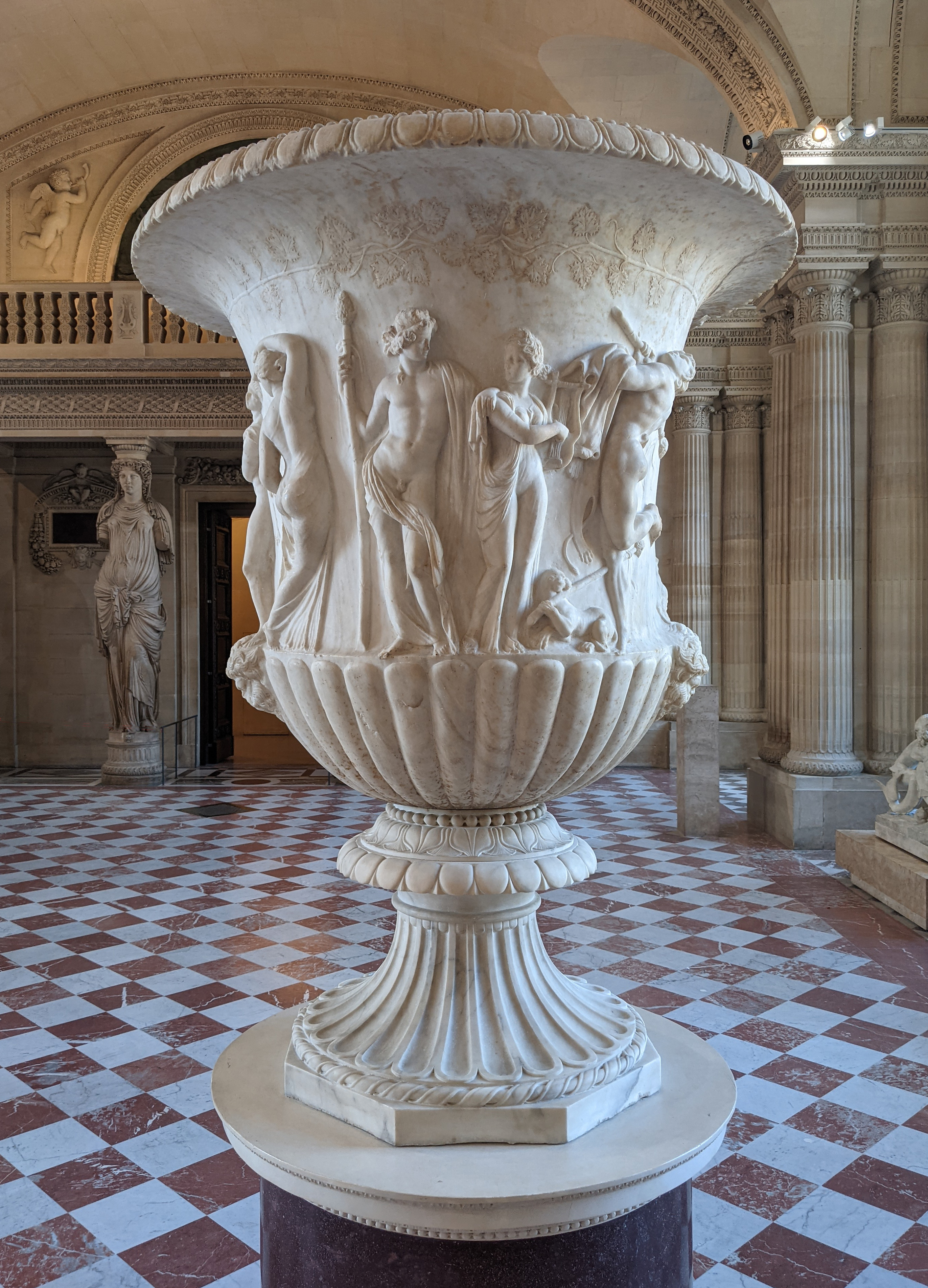
Le Vase Borghese dans la salle des Caryatides.

Le vase Borghèse est un cratère antique monumental découvert au XVIe siècle dans les jardins de Salluste à Rome et dont la facture pourrait dater de 40 à 30 av. J.-C. Acheté par les Borghèse, qui lui donnent son nom, il est désormais au musée du Louvre à Paris.

## Histoire

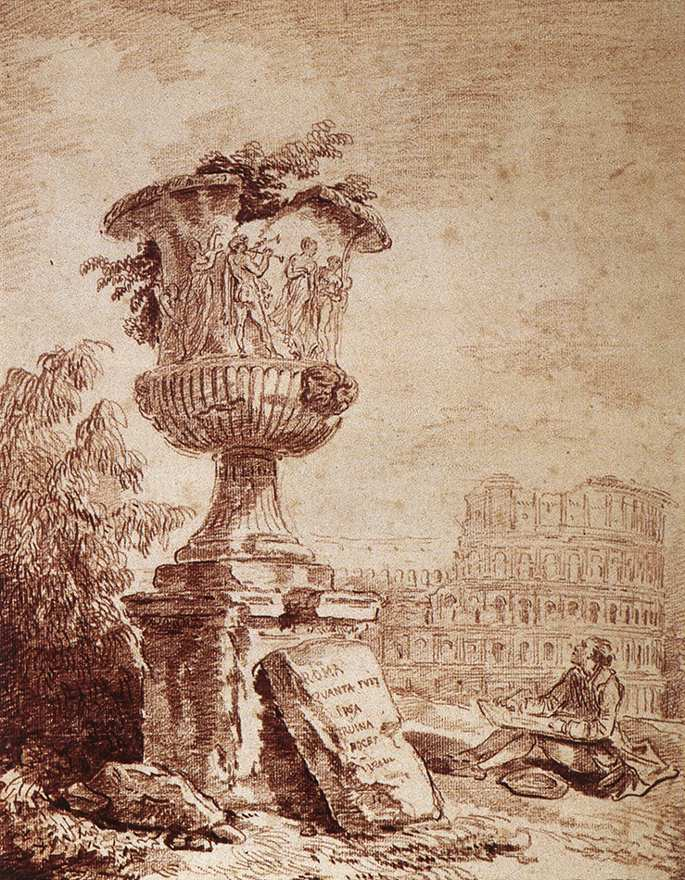
Sanguine d'Hubert Robert.

Le vase est découvert avant le 18 septembre 1569, probablement en 1566, dans le jardin de Carlo Muti situé sur l'emplacement des jardins de Salluste. Le sculpteur Flaminio Vacca note en 1694 qu'il a été découvert en même temps qu'un Silène portant Dionysos enfant. Le vase rejoint la collection Borghèse en 1645. Il est dès lors considéré, avec le Vase Médicis, comme l'un des plus beaux exemplaires de vases antiques sculptés.
Reproduit en marbre, albâtre, bronze, biscuit noir ou en pierre artificielle, le Vase Borghèse est également représenté dans de nombreuses gravures. Il est copié par Jean Cornu, en paire avec le Vase Médicis, pour décorer le parterre de Latone dans le parc du château de Versailles. Le vase fait l'objet d'une sanguine par Hubert Robert en 1775 dans une mise en scène fantaisiste montrant le Colisée en arrière-plan. En 1788, John Flaxman fait faire un moulage en argile du bas-relief du vase pour son protecteur Edward Knight, de même que John Devaere pour Josiah Wedgwood.
Le Vase Borghèse est acheté avec la majorité de la collection Borghèse en 1807. Arrivé à Paris en octobre 1808, il est exposé au Louvre dans la galerie Daru à partir de 1811. Depuis les années 2010, l'emplacement de l'œuvre est situé dans la salle des Caryatides.

## Description et décor
Le Vase Borghèse reprend en marbre du Pentélique une forme de cratère en calice métallique du dernier tiers du Ve siècle av. J.-C. Il mesure 1,72 m de hauteur (pied compris) et 1,35 m de diamètre. La vasque évasée est occupée dans sa partie supérieure par une frise de personnages en bas-reliefs surmontée d'un rinceau de vigne ; la partie inférieure est décorée de godrons.

Vues de la frise
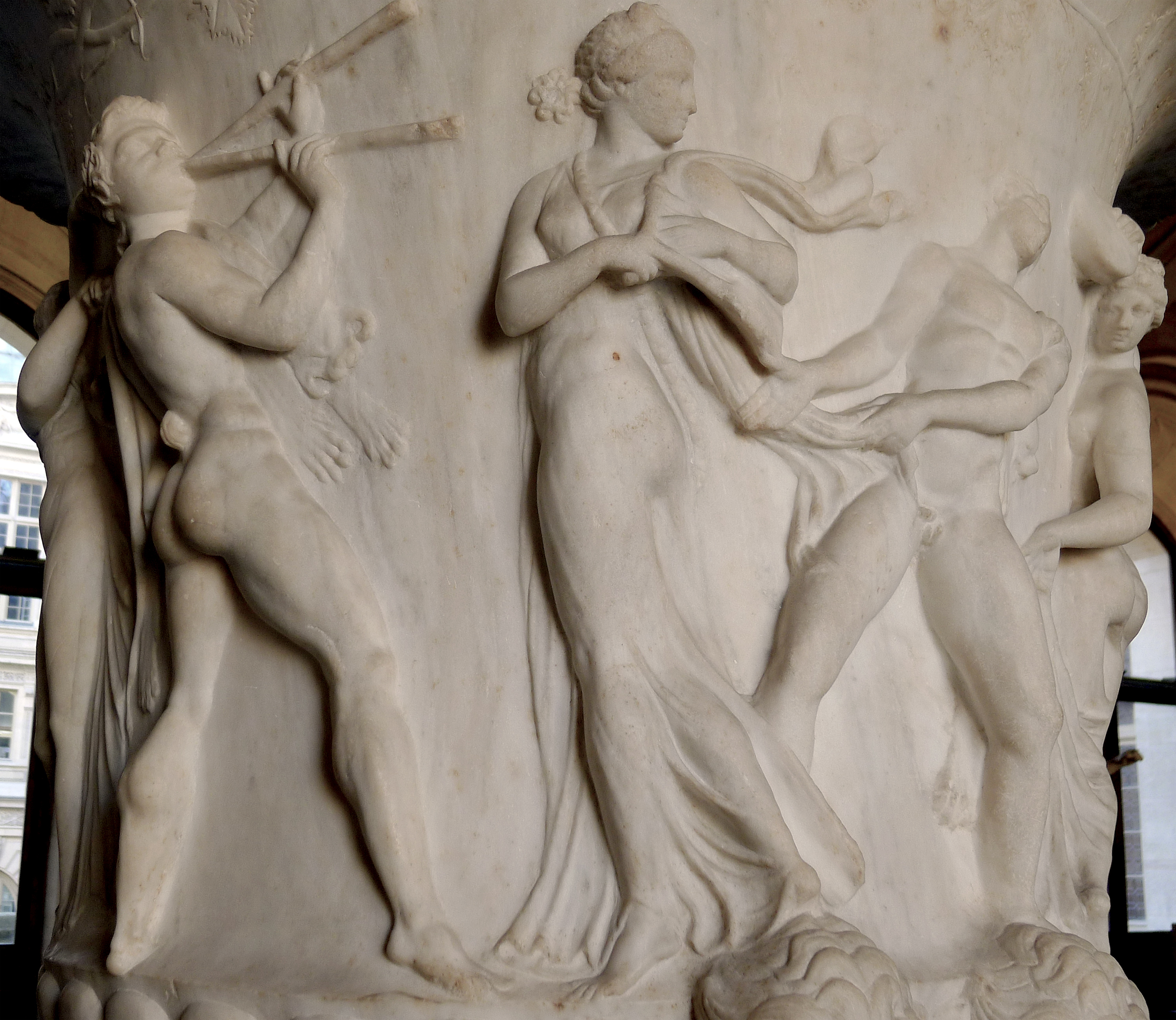
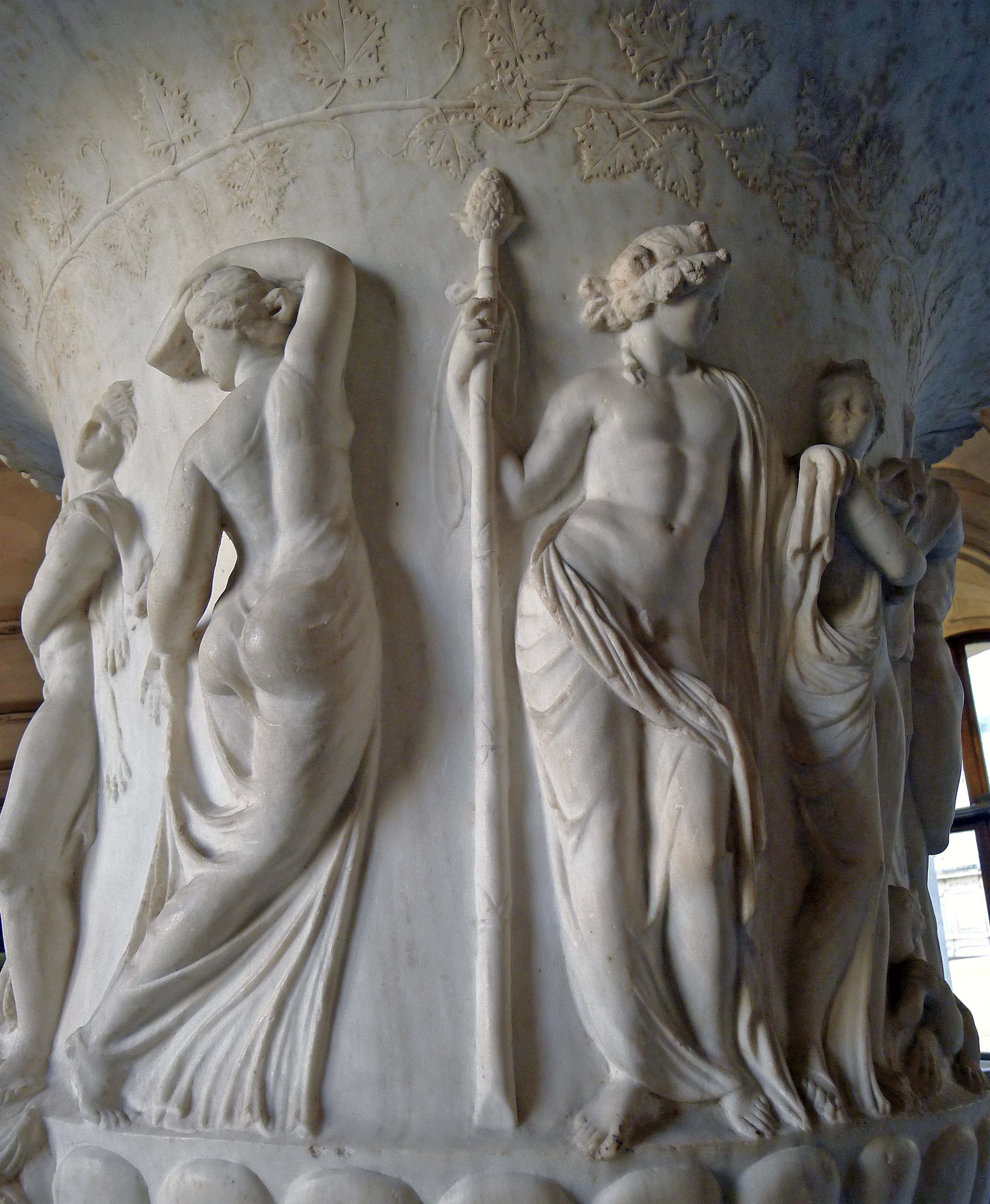

La face A représente, au centre, le jeune Dionysos à demi nu appuyé sur Ariane. Il est entouré par son thiase ou cortège de satyres et de bacchantes qui dansent ou jouent de la musique. Sur la face B, une ménade joue des crotales, la tête renversée, et un satyre joue de l'aulos.
Deux anses supportées par des têtes de silènes ont existé à l'origine mais ont été arasées après leur cassure ancienne, ceci est attesté par deux autres exemplaires antiques pratiquement identiques retrouvés brisés dans l'épave de Mahdia dans les eaux tunisiennes et datant du début du Ier siècle av. J.-C. Le pied du vase est une restauration moderne.

Personnages de la frise
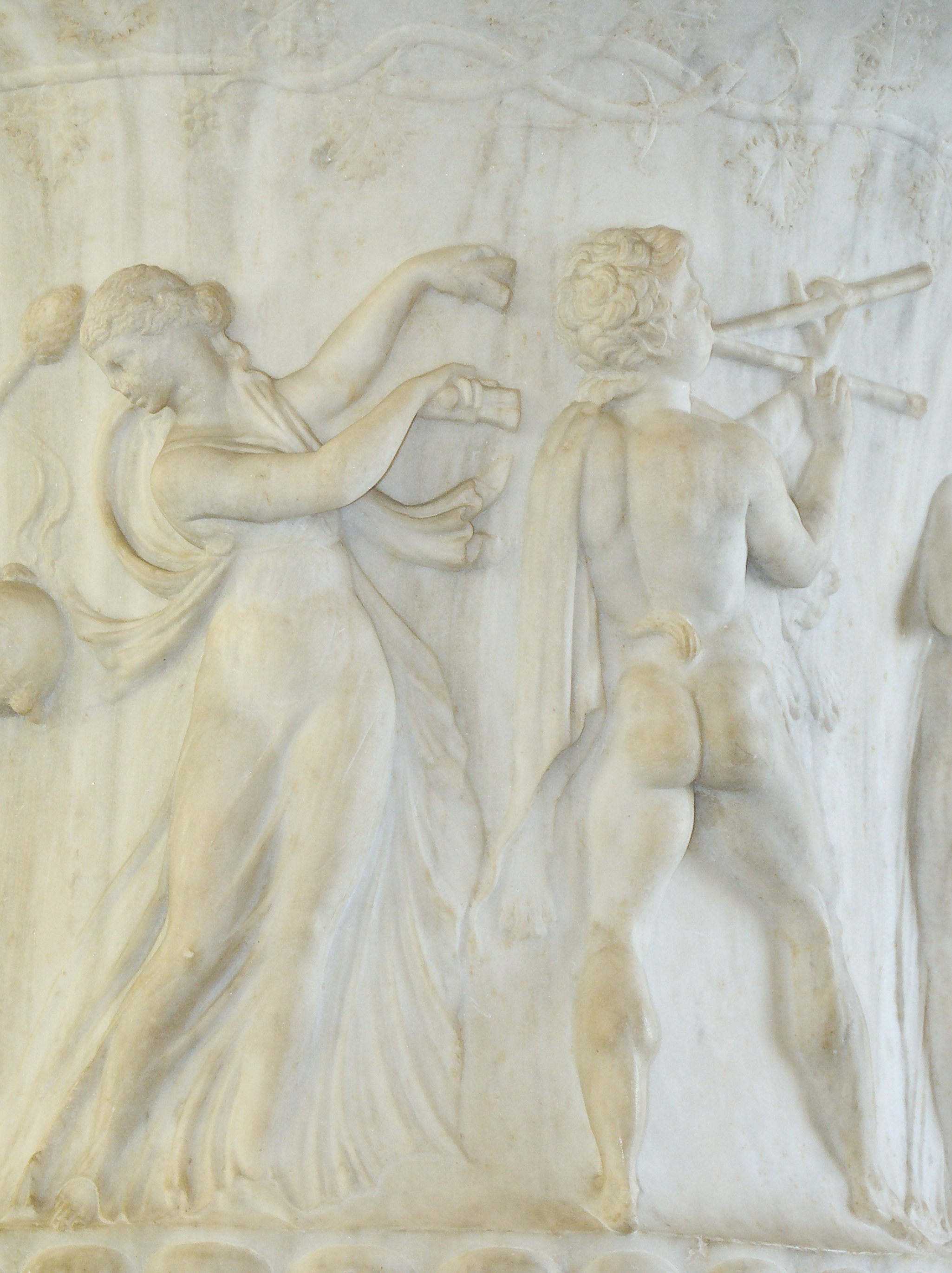
Ménade et Satyre.
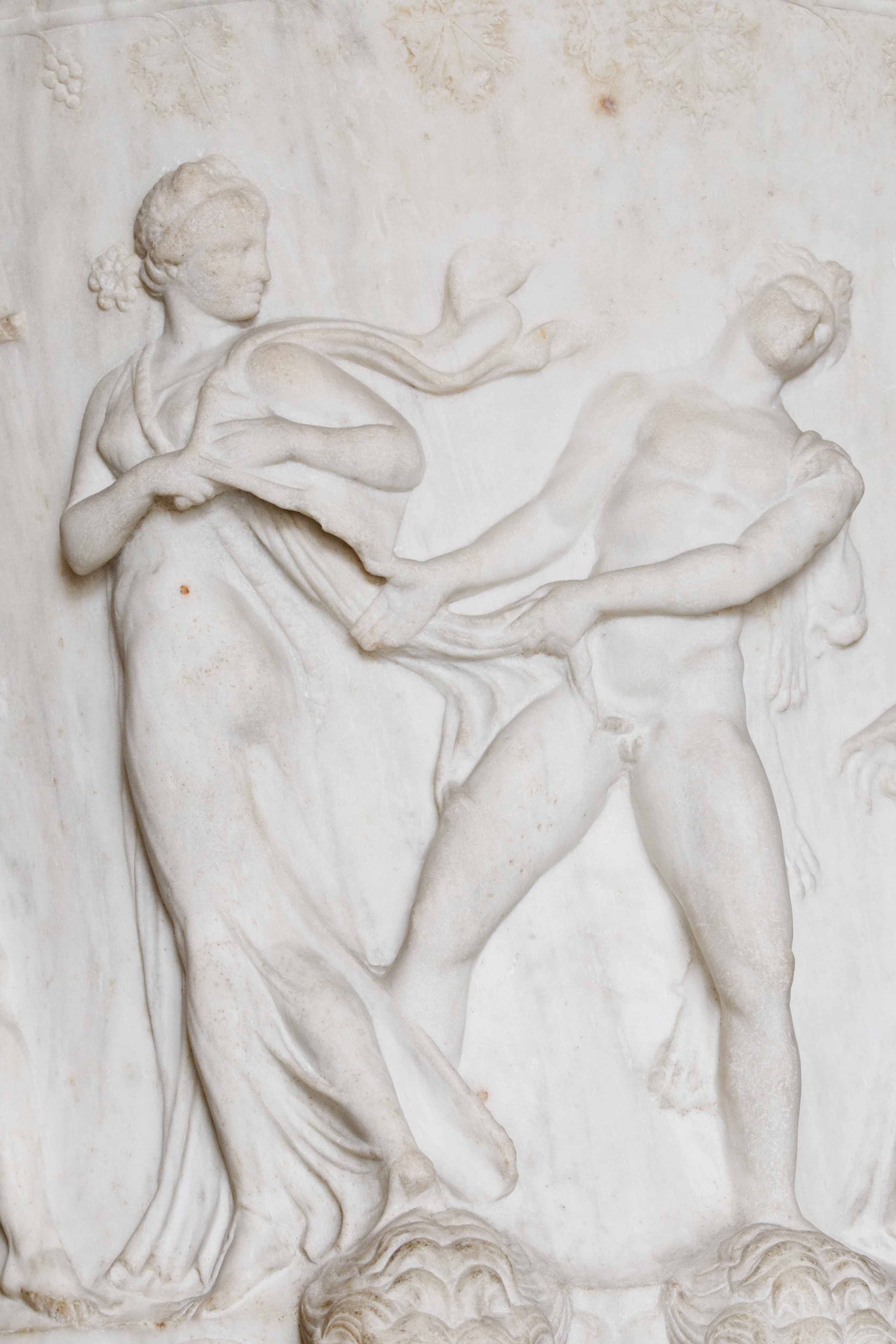
Ménade et Satyre.
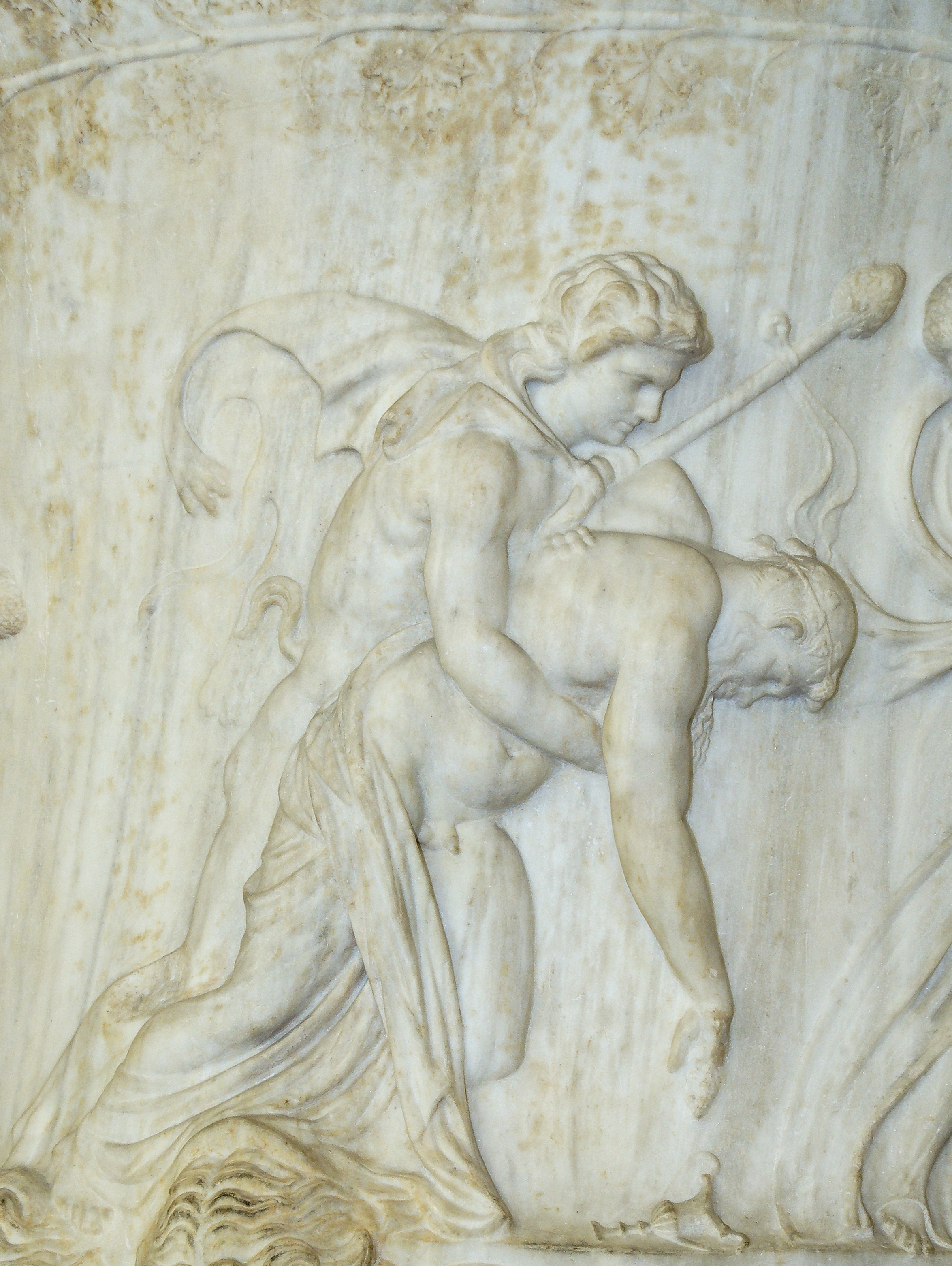
Satyre et Silène.
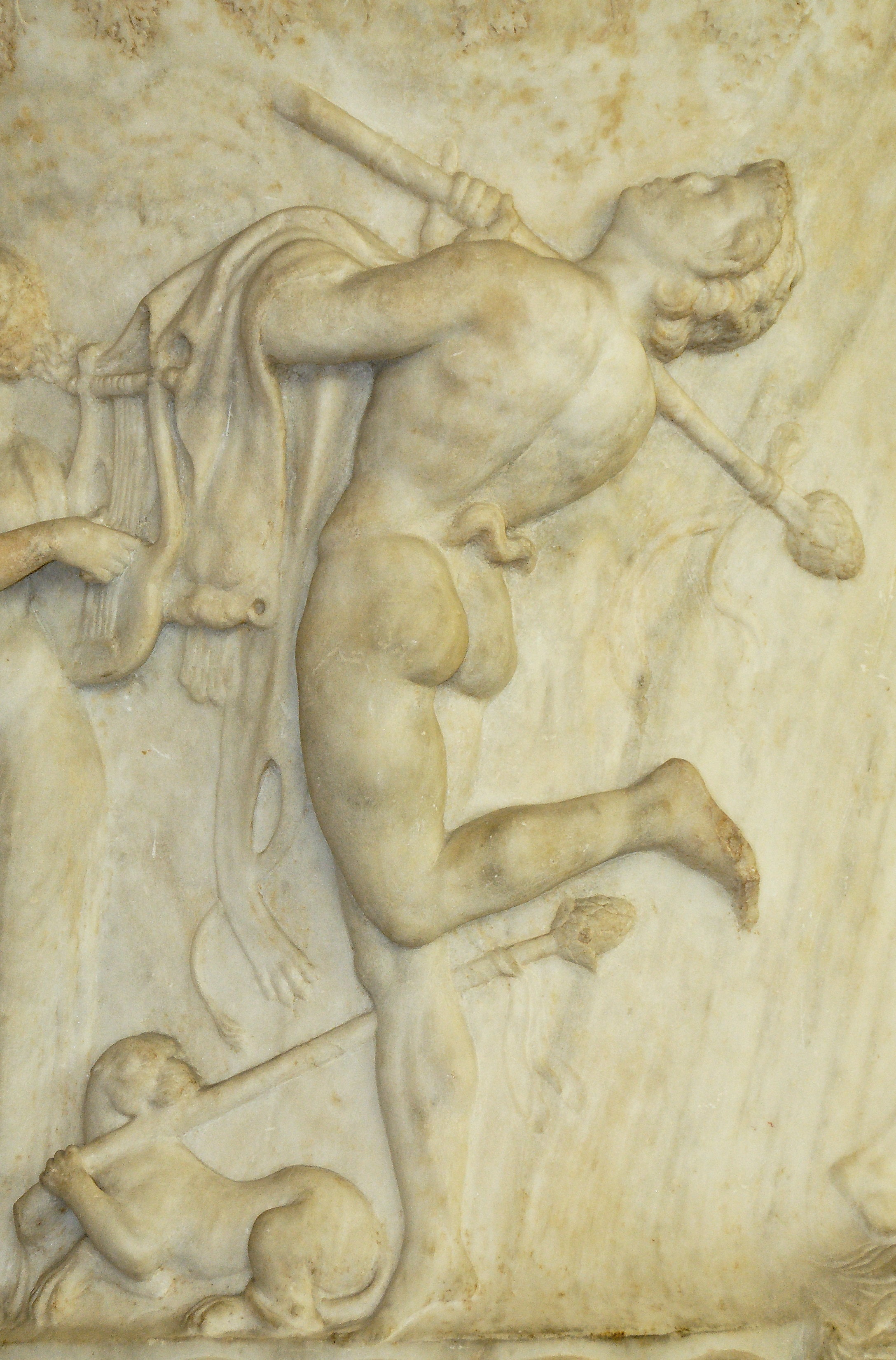
Satyre dansant.
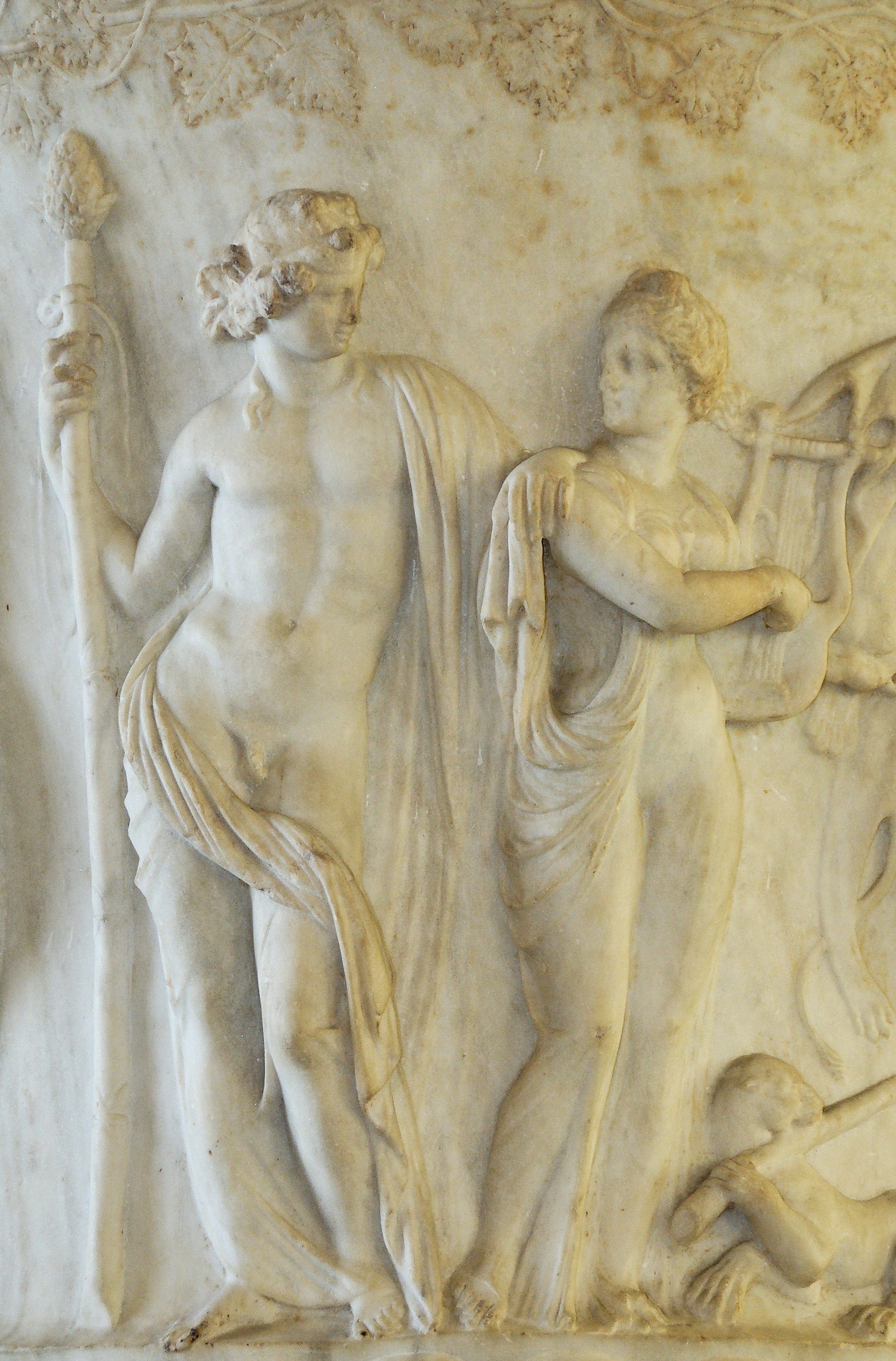
Dionysos et Ariane.

## Signification et usage
Les cratères monumentaux étaient destinés à orner les jardins des riches clients romains dans ce qui était appelé horti marmorei (jardins de marbre).
Un jardin restitué au musée national du Bardo à partir des éléments retrouvés dans les fouilles de l'épave de Mahdia permet de se rendre compte de la façon dont pouvaient être exposés de tels éléments qui n'étaient pas seuls.